# 1897年ウィリアム・マッキンリー大統領就任式
第25代アメリカ合衆国大統領のウィリアム・マッキンリーの1回目の就任式は、1897年3月4日木曜日にワシントンD.C.のアメリカ合衆国議会議事堂旧上院議場翼正面で行われた。これは28回目となる大統領就任式であり、大統領のマッキンリーの1期目、副大統領のギャレット・ホーバートの唯一の任期の始まりとなった。マッキンリーの大統領就任宣誓は最高裁判所長官のメルヴィル・フラーが執り行った。これは史上初めてフィルムに記録された就任式であり、また19世紀最後の就任式でもある。ホーバートは就任から2年262日目に死去したが、任期中の副大統領職の補充を認める憲法上の規定がなかった（1967年に憲法修正第25条で定められる）ために空席のままとなった。

## ギャラリー

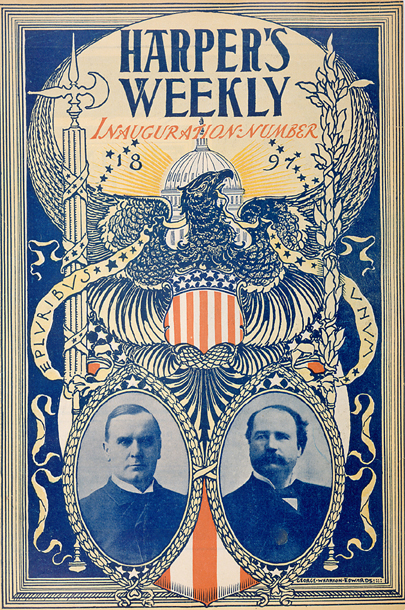
就任式のパンフレット